# Passage Vandrezanne
Le passage Vandrezanne est une voie du 13e arrondissement de Paris, située dans le quartier de la Maison-Blanche.

## Situation et accès
Le passage Vandrezanne est desservi à proximité par la ligne 7 à la station Tolbiac.

## Origine du nom
Elle porte le nom du propriétaire des terrains, en raison de sa proximité avec la rue éponyme. Ce nom est épelé Vendrezanne sur la carte du nouveau Paris de 1879.

## Historique

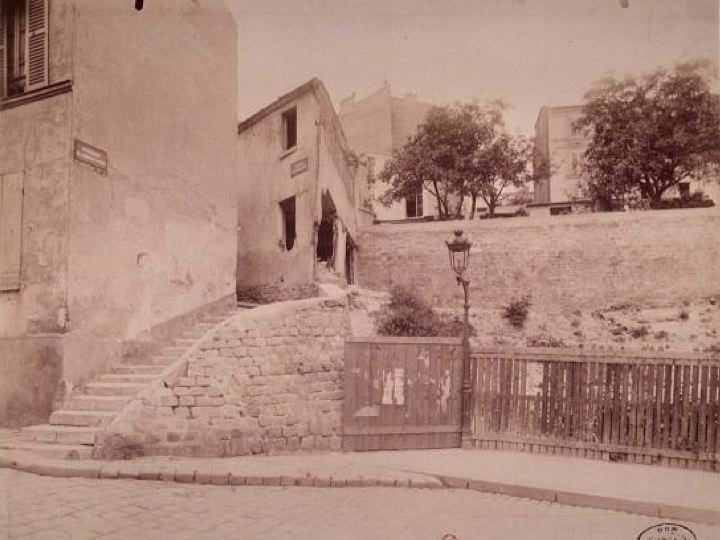
Le passage en 1900, photo d'Eugène Atget.

Le passage, qui était situé sur le territoire de la commune de Gentilly avant 1863, tient son nom de sa proximité avec la rue Vandrezanne. Il fut appelé « sentier du Moulin-des-Prés » de 1857 à 1877. Il est de nos jours constitué d'un plan en pente douce et d'une main courante permettant l'ascension des premiers contreforts de la Butte-aux-Cailles à laquelle il mène.

## Dans la culture populaire
La bande dessinée Célestin et le cœur de Vendrezanne (Delcourt, 2021) se déroule en partie dans le passage Vandrezanne. L'action, racontée et illustrée par Gess, se déroule à la fin du XIXe siècle. L'auteur y représente le passage à l'image de la photo d'Eugène Atget ci-dessus.